# Жіноча збірна Ірландії з футболу
Жіноча збірна Ірландії з футболу (англ. Republic of Ireland women's national football team) — національна збірна Ірландії з футболу, яка виступає на футбольних турнірах серед жінок. 

## Міжнародні турніри

### Чемпіонат Європи
| Рік    | Раунд              | Іг                 | В                  | Н                  | П                  | ЗМ                 | ПМ                 |
| ------ | ------------------ | ------------------ | ------------------ | ------------------ | ------------------ | ------------------ | ------------------ |
| 1984   | не кваліфікувалась | не кваліфікувалась | не кваліфікувалась | не кваліфікувалась | не кваліфікувалась | не кваліфікувалась | не кваліфікувалась |
| 1987   | не кваліфікувалась | не кваліфікувалась | не кваліфікувалась | не кваліфікувалась | не кваліфікувалась | не кваліфікувалась | не кваліфікувалась |
| 1989   | не кваліфікувалась | не кваліфікувалась | не кваліфікувалась | не кваліфікувалась | не кваліфікувалась | не кваліфікувалась | не кваліфікувалась |
| 1991   | не кваліфікувалась | не кваліфікувалась | не кваліфікувалась | не кваліфікувалась | не кваліфікувалась | не кваліфікувалась | не кваліфікувалась |
| 1993   | не кваліфікувалась | не кваліфікувалась | не кваліфікувалась | не кваліфікувалась | не кваліфікувалась | не кваліфікувалась | не кваліфікувалась |
| 1995   | Не брала участі    | Не брала участі    | Не брала участі    | Не брала участі    | Не брала участі    | Не брала участі    | Не брала участі    |
| 1997   | не кваліфікувалась | не кваліфікувалась | не кваліфікувалась | не кваліфікувалась | не кваліфікувалась | не кваліфікувалась | не кваліфікувалась |
| 2001   | не кваліфікувалась | не кваліфікувалась | не кваліфікувалась | не кваліфікувалась | не кваліфікувалась | не кваліфікувалась | не кваліфікувалась |
| 2005   | не кваліфікувалась | не кваліфікувалась | не кваліфікувалась | не кваліфікувалась | не кваліфікувалась | не кваліфікувалась | не кваліфікувалась |
| 2009   | не кваліфікувалась | не кваліфікувалась | не кваліфікувалась | не кваліфікувалась | не кваліфікувалась | не кваліфікувалась | не кваліфікувалась |
| 2013   | не кваліфікувалась | не кваліфікувалась | не кваліфікувалась | не кваліфікувалась | не кваліфікувалась | не кваліфікувалась | не кваліфікувалась |
| 2017   | не кваліфікувалась | не кваліфікувалась | не кваліфікувалась | не кваліфікувалась | не кваліфікувалась | не кваліфікувалась | не кваліфікувалась |
| 2022   | не кваліфікувалась | не кваліфікувалась | не кваліфікувалась | не кваліфікувалась | не кваліфікувалась | не кваліфікувалась | не кваліфікувалась |
| 2025   | не кваліфікувалась | не кваліфікувалась | не кваліфікувалась | не кваліфікувалась | не кваліфікувалась | не кваліфікувалась | не кваліфікувалась |
| Усього | 0/14               | 0                  | 0                  | 0                  | 0                  | 0                  | 0                  |

### Чемпіонат світу
| Рік    | Раунд              | Іг                 | В                  | Н                  | П                  | ЗМ                 | ПМ                 |
| ------ | ------------------ | ------------------ | ------------------ | ------------------ | ------------------ | ------------------ | ------------------ |
| 1991   | не кваліфікувалась | не кваліфікувалась | не кваліфікувалась | не кваліфікувалась | не кваліфікувалась | не кваліфікувалась | не кваліфікувалась |
| 1995   | Не брала участі    | Не брала участі    | Не брала участі    | Не брала участі    | Не брала участі    | Не брала участі    | Не брала участі    |
| 1999   | не кваліфікувалась | не кваліфікувалась | не кваліфікувалась | не кваліфікувалась | не кваліфікувалась | не кваліфікувалась | не кваліфікувалась |
| 2003   | не кваліфікувалась | не кваліфікувалась | не кваліфікувалась | не кваліфікувалась | не кваліфікувалась | не кваліфікувалась | не кваліфікувалась |
| 2007   | не кваліфікувалась | не кваліфікувалась | не кваліфікувалась | не кваліфікувалась | не кваліфікувалась | не кваліфікувалась | не кваліфікувалась |
| 2011   | не кваліфікувалась | не кваліфікувалась | не кваліфікувалась | не кваліфікувалась | не кваліфікувалась | не кваліфікувалась | не кваліфікувалась |
| 2015   | не кваліфікувалась | не кваліфікувалась | не кваліфікувалась | не кваліфікувалась | не кваліфікувалась | не кваліфікувалась | не кваліфікувалась |
| 2019   | не кваліфікувалась | не кваліфікувалась | не кваліфікувалась | не кваліфікувалась | не кваліфікувалась | не кваліфікувалась | не кваліфікувалась |
| 2023   | груповий раунд     | 3                  | 0                  | 0                  | 2                  | 1                  | 3                  |
| Усього | 1/9                | 3                  | 0                  | 0                  | 2                  | 1                  | 3                  |